# Vox Clamantis

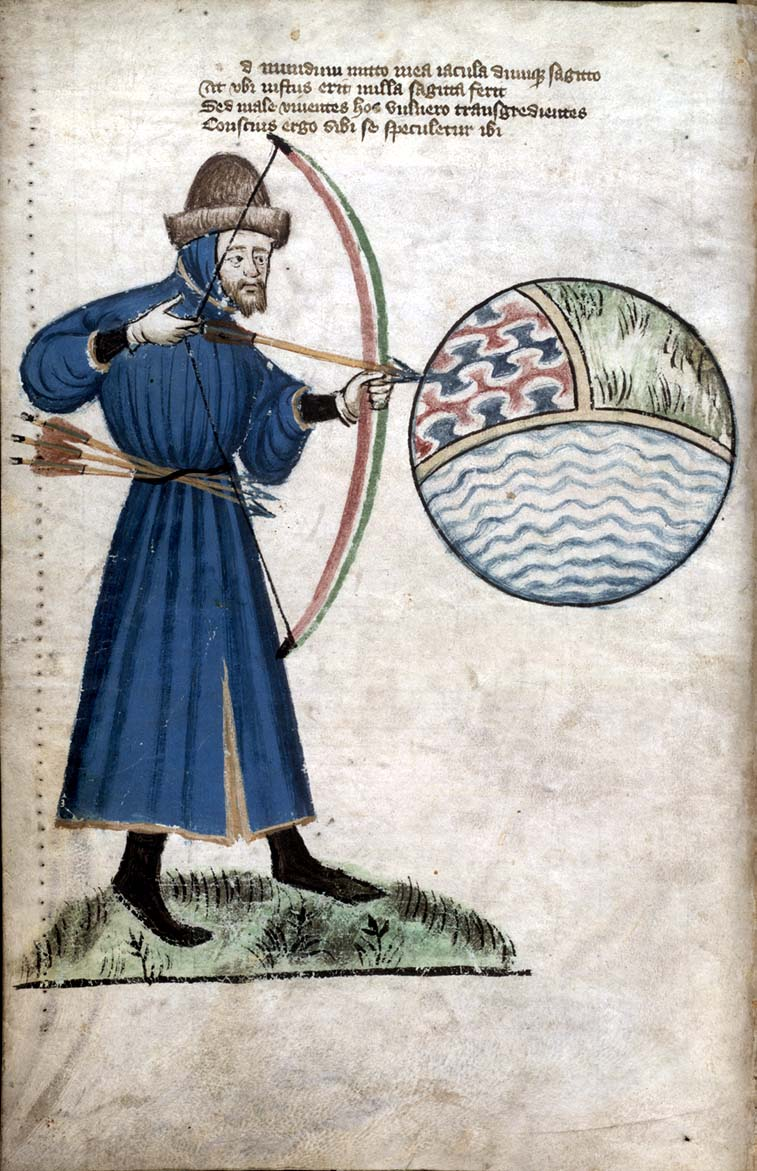
Illustrazione tratta dal manoscritto Vox Clamantis, che mostra Gower mentre scocca una freccia contro il mondo: "Lancio le mie frecce e scocco le mie frecce contro il mondo. Ma dove c'è un uomo giusto, nessuna freccia lo colpisce"

Vox Clamantis ("la voce di colui che piange") è un poema, in lingua latina, di circa 10 000 versi elegiaci di John Gower. Esso narra gli eventi e le tragedie della rivolta dei contadini del 1381. La poesia prende di mira la corruzione della società e lamenta l'aumento del male. Gower assume una visuale del tutto aristocratica del problema, considerando errate le dichiarazioni dei contadini e le loro azioni come quelle di un anticristo.

## Storia
La precedente opere di Gower, Mirour de l'Omme aveva proposto la metafora del microcosmo: l'uomo è, in sé, un mondo in miniatura e una metafora del mondo. Così come disturbi si verificano nell'uomo, si verificano nel resto del mondo. In Vox Clamantis, viene generalmente seguito lo stesso tropo, ma Gower sottolinea il ruolo della politica, con una vista terribile degli effetti della politica sia sull'uomo che sul cosmo. Gower delinea il corretto dovere di ciascuno dei tre stati della società e sostiene che nessuno di questi agisce in modo adeguato.
La poesia è un racconto importante sulla vita sotto Riccardo II a Londra e sugli effetti della rivolta dei contadini. Utilizzando la rivolta (che aveva comportato diverse richieste da parte dei contadini) come un'allegoria, Gower esprime la sua preoccupazione per un futuro mancante di diritto e di istruzione. Gower, che spesso aveva sottolineato, nelle sue opere, l'importanza di ogni concetto, temeva che questi non avrebbero avuto senso in una terra piena di barbarie e di caos, e gli uomini della sua posizione non avrebbero avuto alcuno scopo.
La poesia latina di Gower è ben strutturata secondo standard medievali, sia per il vocabolario e la prosodia gestiti con competenza. Un gran numero di distici e passaggi più lunghi vengono presi in prestito da altri scrittori, spesso provenienti da Ovidio o da uno scrittore medievale, come ad esempio Alexander Neckam, Pierre Riga, Goffredo da Viterbo o dall'autore di Speculum Stultorum.
Vox Clamantis in Deserto, allude alla traduzione vulgata del Vangelo secondo Marco (1:1-3) e del Vangelo secondo Giovanni (1:22-23) (dove la voce è quella di Giovanni Battista), citando il Libro di Isaia (40:3).